# 비야베르데 바호-크루세역
비야베르데 바호-크루세 역(스페인어: Villaverde Bajo-Cruce)은 마드리드 지하철 3호선의 역이다. 마드리드 비야베르데 구의 안달루시아 대로와 크루스 데 비야베르데 거리가 만나는 교차로 지하에 위치해 있다. 요금구역 상으로는 A구역에 속한다.

## 역사
2007년 4월 21일 3호선의 비야데르데 알토 연장구간 개통과 함께 처음으로 문을 열었다. 레가스피행 버스를 탄 승객이 이 역에서 지하철을 타고 바로 이동할 수 있게 되었기 때문에 일부 버스 노선들이 운행시간을 조정하기도 했다.
역은 대합실-승강장의 총 2층으로 나뉜다. 여느 3호선 역과 마찬가지로 에스컬레이터와 엘레베이터가 설치되어 있어 승객의 편의를 돕는다. 역 길이는 108m, 최대폭은 33.4m이며 깊이는 19m이다.

## 환승 정보
역 주변에 시내버스 정류장이 일곱 곳 있다. 시외버스 노선도 역 부근을 경유한다.
버스
- 시내버스
  - 18, 22, 59, 79, 85, 116, 123, 130번 노선 (주간)
  - N13번 노선 (야간)
- 시외버스
  - 411, 412, 414, 415, 419, 421, 422, 423, 424, 426, 427, 429, 432, 447, 448번 노선 (주간)
  - N401, N402번 노선 (야간)

지하철
| 마드리드 지하철               | 마드리드 지하철       | 마드리드 지하철                    |
| ----------------------------- | --------------------- | ---------------------------------- |
| 산 크리스토발 비야베르데 알토 | 마드리드 지하철 3호선 | 시우다드 데 로스 앙헬레스 몽클로아 |